# Ma-30
Die Ma-30, auch Via Conectora genannt, ist der zweite Stadtring um Palma de Mallorca.

## Das Bauvorhaben
Der zweite Stadtring soll die Via de Cintura (Autopista Ma-20) entlasten. Eigentlich war geplant, die Via Conectora bis zur Ma-11 auszubauen. Aufgrund von Pfusch am Bau und zu hohen Kosten wird sie jedoch nur zwischen der Flughafenautobahn Ma-19 und der Ma-13 Richtung Alcudia ausgebaut.
Am 12. März 2019 wurde der zweite Teilabschnitt zwei Jahre später als ursprünglich geplant dem Verkehr übergeben. Im Bereich zwischen der Ma-13 und der Ma-15 ist die Via Conectora nun durchgehend vierspurig ausgebaut. Zum Lückenschluss muss noch das letzte Teilstück zwischen der Ma-15 und der Flughafenautobahn mit 2 × 2 Fahrstreifen ausgebaut werden.
Neue Planungen sehen Platz vor, um neben der Straße eine Straßenbahnlinie zu bauen, die das Zentrum von Palma mit dem Flughafen verbinden soll.

## Verlauf
| Ausfahrten | Ausfahrten                          | Ausfahrten                        | Zustand                     |
| ---------- | ----------------------------------- | --------------------------------- | --------------------------- |
|            |                                     | Beginn der Straße                 |                             |
|            | aeropuerto Platja de Palma Santanyi |                                   |                             |
|            |                                     | Palma                             |                             |
| Ma-6012    | c. comercial cami de Son Fangos     |                                   |                             |
|            |                                     | c. comercial                      |                             |
|            | Ma-5011                             | zona industrial                   |                             |
|            | Ma-5011                             | cami Fondo                        |                             |
|            | Via conectora                       | Ab hier 2 × 2 Fahrstreifen        |                             |
|            |                                     | Manacor Palma                     | Bauphase II (abgeschlossen) |
|            | Ma-15D                              | Son Ferriol zur Ma-15             | Bauphase II (abgeschlossen) |
|            | Ma-3011                             | Son Ferriol Sineu Palma           | Bauphase II (abgeschlossen) |
| 5          | Ma-3013                             | Es Pla de Na Tesa Son Ferriol     | Bauphase I (abgeschlossen)  |
| 7          | Ma-13A                              | Es Pont d’Inca Palma c. comercial | Bauphase I (abgeschlossen)  |
| 8          |                                     | Inca Alcudia                      | Bauphase I (abgeschlossen)  |
| 8          | Palma                               |                                   | Bauphase I (abgeschlossen)  |